# Ordonnantie (Brussel)
Ordonnanties zijn de legislatieve akten, aangenomen in het Brussels Hoofdstedelijk Gewest. Zij worden gemaakt door de gewestelijke wetgevende macht, het Brussels Hoofdstedelijk Parlement. De Brusselse Hoofdstedelijke Regering kan een ontwerp-ordonnantie indienen, maar die behoort tot de uitvoerende macht. Daarom moeten zulke ontwerpen van ordonnantie eerst verplicht langs de Raad van State. Voorstel-ordonnanties van de wetgevende macht kunnen onmiddellijk naar de commissie gaan en besproken worden. Adviezen van de Raad van State zijn hier facultatief. Daarnaast kunnen in beperkte aangelegenheden ook ordonnanties aangenomen worden door de Gemeenschappelijke Gemeenschapscommissie (GGC), die bestaat uit een Verenigde Vergadering (wetgevend orgaan) en een Verenigd College (uitvoerend orgaan).
Ordonnanties hebben in principe kracht van wet, net als decreten en wetten. De grondslag voor ordonnanties is artikel 134 van de Belgische Grondwet. Gezien de hoofdstedelijke functie van Brussel zijn echter een aantal uitzonderingen ingebouwd tijdens de staatshervorming. Zo bestaat het risico dat het Gewest de bevoegdheid over ruimtelijke ordening, vervoer, infrastructuur en stedenbouw enkel zou gebruiken voor de Brusselaars zonder rekening te houden met bijvoorbeeld de pendelaars en de internationale instellingen. Daarom kan de federale overheid de hoofdstedelijke en internationale rol van Brussel bevorderen (zorgen dat de nodige maatregelen worden genomen) en beschermen (zorgen dat men geen beslissing neemt die tegen de hoofdstedelijke functie ingaat). In tegenstelling tot wetten en decreten kunnen de ordonnanties door de rechter getoetst worden aan de bepalingen van de Belgische Grondwet waar het Grondwettelijk Hof niet aan kan toetsen.

## Voorbeelden
- Kinderbijslag: een van de eerste besparingsmaatregelen gestemd sinds de verkiezingen van 2024.[1]

Nationaal recht